# Pau Casals
Pau Casals (også kendt som Pablo Casals) (født 29. december 1876, død 22. oktober 1973) var en verdensberømt katalansk cellist, dirigent og komponist. Casals anses for at være grundlæggeren af moderne spilleteknik på cello. Som komponist beskæftigede han sig navnlig med katalansk folkemusik.